# Lunca Zaicii
Lunca Zaicii – wieś w Rumunii, w okręgu Caraș-Severin, w gminie Cornereva. W 2011 roku liczyła 82 mieszkańców. 